# Zagore (Mošćenička Draga)
Zagore (olaszul: Zagorie) falu Horvátországban, Tengermellék-Hegyvidék megyében. Közigazgatásilag Mošćenička Dragához tartozik.

## Fekvése
Fiume központjától 25 km-re, községközpontjától 9 km-re délnyugatra a Tengermelléken, az Isztriai-félsziget keleti részén a 66-os út mellett fekszik. Brseč vonzáskörzetéhez tartozik. Több kisebb szétszórt településrészből áll, melyek közül Velo Selo, Prisunac, Krsonjin és Stepča a főút mellett fekszik, míg Rabac és Ivanini jól megőrizte népi építészeti sajátosságait.

## Története
1880-ban 304, 1910-ben 246 lakosa volt. Az első világháború után az Olasz Királyság szerezte meg ezt a területet, majd az olaszok háborúból kilépése után 1943-ban német megszállás alá került. 1945 után a területet Jugoszláviához csatolták, majd ennek széthullása után a független Horvátország része lett. 2011-ben a falunak 86 lakosa volt.

## Lakosság
| Lakosság változása | Lakosság változása | Lakosság változása | Lakosság változása | Lakosság változása | Lakosság változása | Lakosság változása | Lakosság változása | Lakosság változása | Lakosság változása | Lakosság változása | Lakosság változása | Lakosság változása | Lakosság változása | Lakosság változása | Lakosság változása |
| ------------------ | ------------------ | ------------------ | ------------------ | ------------------ | ------------------ | ------------------ | ------------------ | ------------------ | ------------------ | ------------------ | ------------------ | ------------------ | ------------------ | ------------------ | ------------------ |
| 1857               | 1869               | 1880               | 1890               | 1900               | 1910               | 1921               | 1931               | 1948               | 1953               | 1961               | 1971               | 1981               | 1991               | 2001               | 2011               |
| 0                  | 0                  | 304                | 188                | 297                | 246                | 0                  | 0                  | 202                | 190                | 183                | 153                | 124                | 101                | 97                 | 86                 |